# Гранд-отель (телесериал, 2019)
«Гранд-отель» (англ. Grand Hotel) — американский драматический телесериал, который является адаптацией одноимённого испанского телесериала. Премьера сериала в США запланирована на телеканале ABC, в Канаде на CTV и в России на Sony Channel  17 июня 2019 года. Главным отличием от испанского телесериала является то, что действие будет происходить не в 1905 году, а в наше время.
1 октября 2019 года канал ABC закрыл телесериал после одного сезона.

## Сюжет
Посмотрите на профессиональную и личную жизнь людей, работающих в семейном отеле в Майами-Бич.
Харизматичный Сантьяго Мендоса владеет отелем, а его гламурная вторая жена, Джи Джи и их взрослые дети пользуются трофеями успеха.Богатые и красивые гости купаются в роскоши, но скандалы, эскалация долгов и взрывоопасных секретов скрываются под идеальной внешностью.

## В ролях

### Основной состав
- Демиан Бичир — Сантьяго Мендоса
- Розалин Санчес — Джиджи Мендоса
- Денис Тонц[англ.] — Алисия Мендоса
- Брайан Крэйг[англ.] — Хави Мендоса
- Венди Ракель Робинсон — миссис П.
- Линкольн Юнес — Дэни
- Шалим Ортис[англ.] — Матео
- Энн Уинтерс — Ингрид
- Крис Уоррен-мл.[англ.] — Джейсон
- Фелис Рамирес — Каролина
- Жюстина Адорно — Йоли

### Второстепенный состав
- Дженкарлос Канела[англ.] — Эль-Рей
- Джон Маршалл Джонс — Малькольм
- Ричард Бёрги — Майкл Финн
- Эдриан Пасдар — Феликс
- Кэти Сагал — Тереза
- Фредди Строма — Оливер
- Кен Кирби — Брайон

### Приглашённые актёры
- Ева Лонгория — Беатрис

## Список серий
| №  | Название                        | Режиссёр          | Автор сценария    | Дата премьеры   | Зрители в США (млн) |
| -- | ------------------------------- | ----------------- | ----------------- | --------------- | ------------------- |
| 1  | «Pilot»                         | Кен Олин          | Брайан Танен      | 17 июня 2019    | 3.69                |
| 2  | «Smokeshow»                     | Рон Андервуд      | Брайан Танен      | 24 июня 2019    | 3.16                |
| 3  | «Curveball»                     | Ева Лонгория      | Боб Дейли         | 1 июля 2019     | 2.96                |
| 4  | «The Big Sickout»               | Билл Д’Элиа       | Кертис Хил        | 8 июля 2019     | 2.77                |
| 5  | «You've Got Blackmail»          | Марисоль Адлер    | Дава Авена        | 15 июля 2019    | 2.90                |
| 6  | «Love Thy Neighbor»             | Арлин Сэнфорд     | Джоффри Науффтс   | 22 июля 2019    | 2.73                |
| 7  | «Where the Sun Don't Shine»     | Дэвид Гроссман    | Сара Саеди        | 29 июля 2019    | 2.95                |
| 8  | «Long Night's Journey Into Day» | Эллен С. Прессман | Никки Ренна       | 5 августа 2019  | 2.53                |
| 9  | «Groom Service»                 | Элоди Кин         | Деста Тедрос Рефф | 12 августа 2019 | 2.38                |
| 10 | «Suite Little Lies»             | Джон Терлески     | Дэнни Фернандес   | 19 августа 2019 | 2.39                |
| 11 | «Art of Darkness»               | Николь Рубио      | Боб Дейли         | 26 августа 2019 | 2.48                |
| 12 | «Dear Santiago»                 | Барбара Браун     | Кертис Хил        | 2 сентября 2019 | 2.24                |
| 13 | «A Perfect Storm»               | Билл Д’Элиа       | Брайан Танен      | 9 сентября 2019 | 2.17                |

## Производство

### Разработка
21 ноября 2017 года было объявлено, что ABC разрабатывает американскую адаптацию испанского сериала Гранд-отель. Сценарий пилотного эпизода должен был быть написан Брайаном Таненом, который также был назначен исполнительным продюсером вместе с Евой Лонгорией, Беном Спектором, Оливером Бахертом и Кристианом Гокелем. Пилот должны были разрабатывать ABC Studios и UnveliEVAble Entertainment. 2 февраля 2018 года было объявлено, что производство пилотного эпизода заказали ABC.
11 мая 2018 года, было объявлено, что ABC заказали производство сериала. Кроме того, сообщалось, что Рамон Кампос и Тереза Фернандес-Вальдес, производители оригинального испанского сериала, присоединились к сериалу как исполнительные продюсеры. Несколько дней спустя было объявлено, что премьера сериала будет весной 2019 года в качестве замены в середине сезона.
12 декабря 2018 года было объявлено, что сериал будет перенесен с середины сезона и вместо этого дебютирует в течение летнего сезона с премьерной датой 17 июня 2019 года. Показ сериала запланирован еженедельно по понедельникам в 22:00.

### Кастинг
В феврале 2018 года было объявлено, что Розелин Санчес и Крис Уоррен присоединились к основному составу пилотного эпизода. В марте 2018 года стало известно, что Демьян Бичир, Венди Ракель Робинсон, Шалим Ортис, Денис Тонц, Энн Уинтерс, Брайан Крейг, Линкольн Юнес, Фелиз Рамирес и Юстина Адорно были включены в главные роли пилота. В сентябре 2018 года было объявлено, что Ева Лонгория появится в сериале как приглашённый гость, и что Дженкарлос Канела будет присутствовать во второстепенном составе.
15 ноября 2018 года стало известно, что Джон Маршалл Джонс, Ричард Бурги и Эдриан Пасдар будут играть в сериале второстепеных персонажей. В декабре 2018 года было объявлено, что Кэти Сагал, Фредди Строма и Кен Кирби присоединились ко второстепенному актёрскому составу.

### Съёмка
Съёмка пилотного эпизода проходила в марте 2018 года в отеле Фонтенбло в Майами-Бич, штат Флорида.

### Маркетинг
15 марта 2018 года ABC выпустила первый официальный трейлер сериала.